# Vanda lamellata
Vanda lamellata là một loài phong lan có ở quần đảo Ryukyu (Senkaku-gunto), Đài Loan (Lan Tự) tới Philippines và phía bắc Borneo.

## Hình ảnh

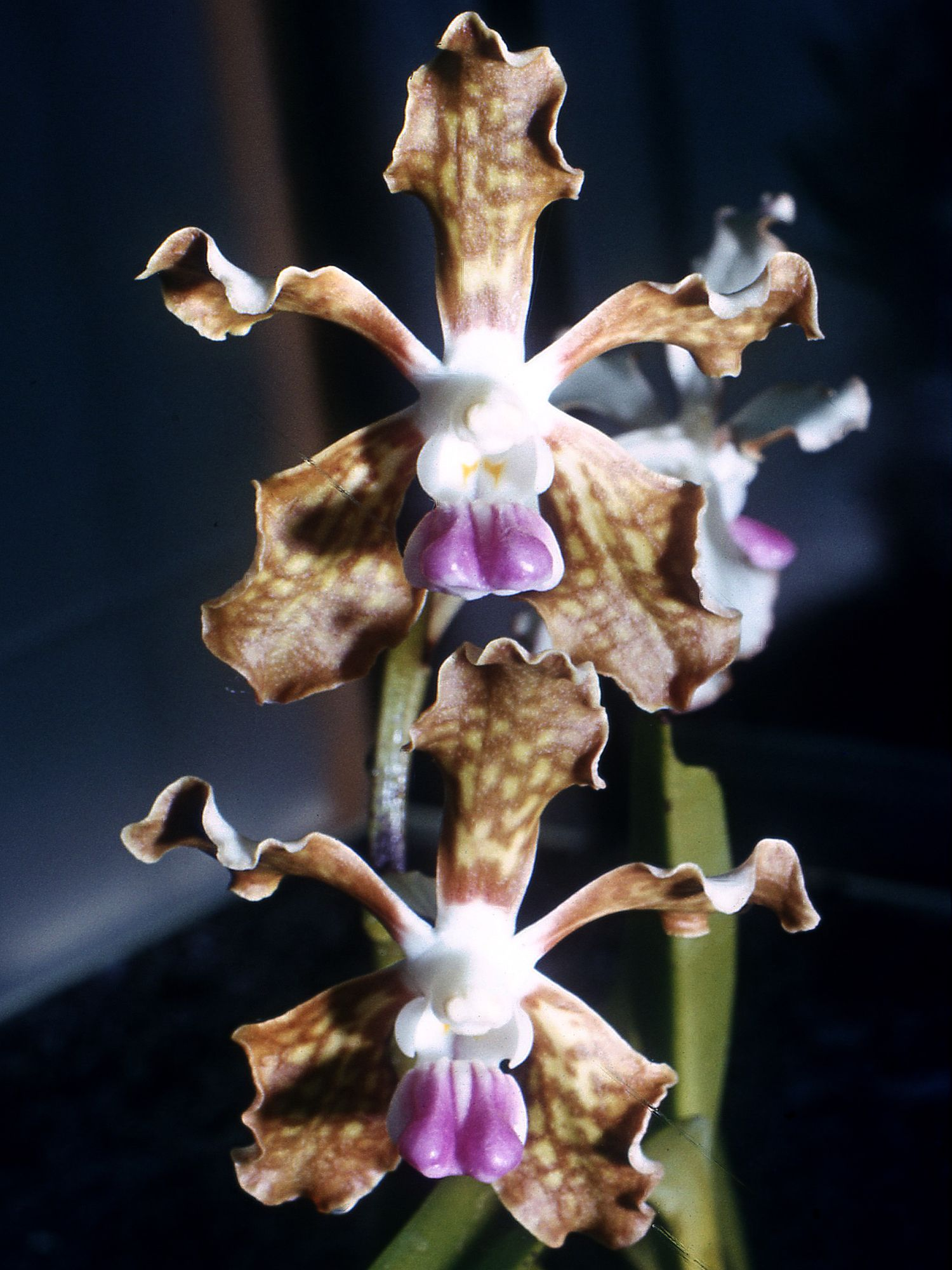
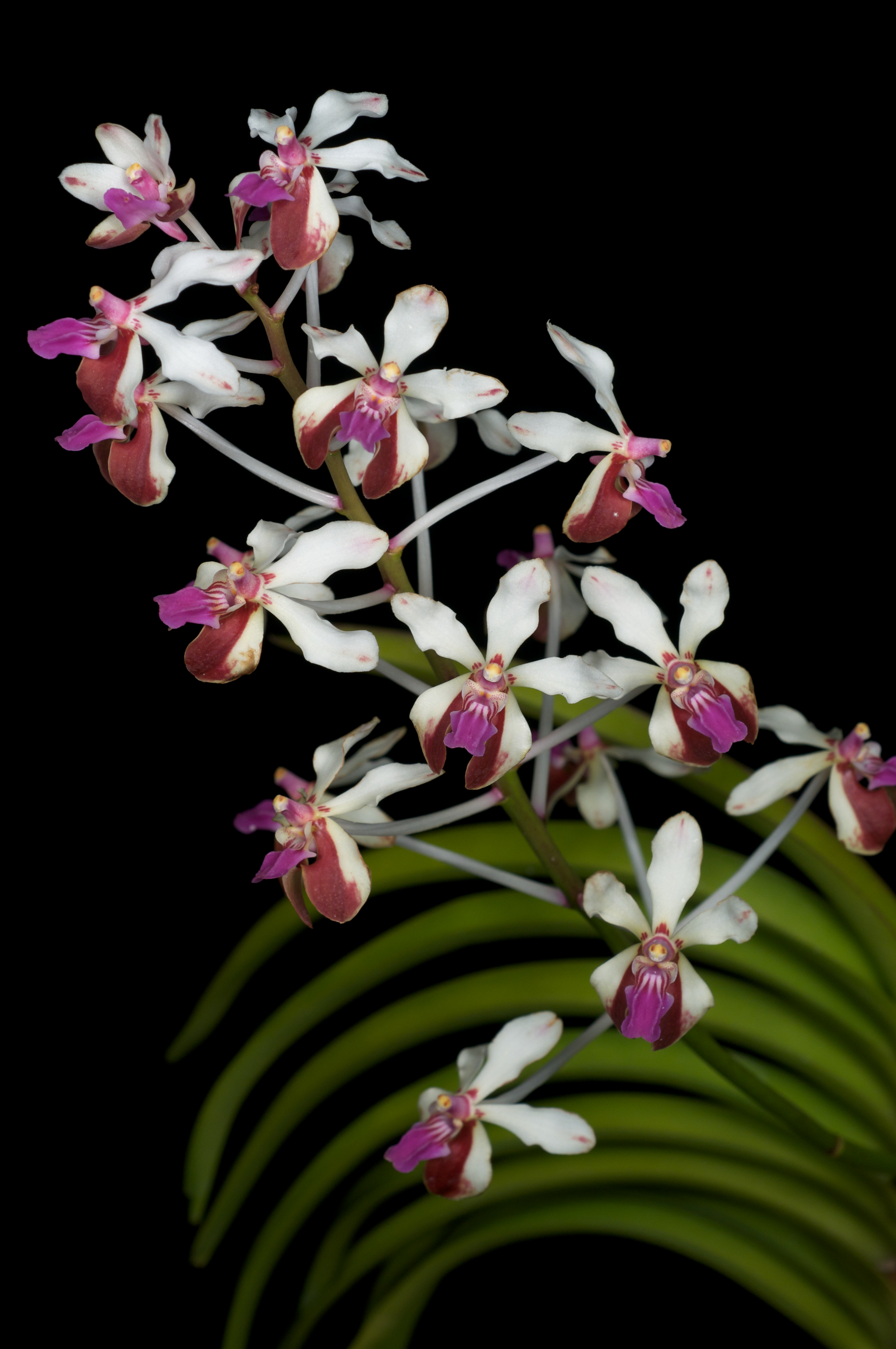
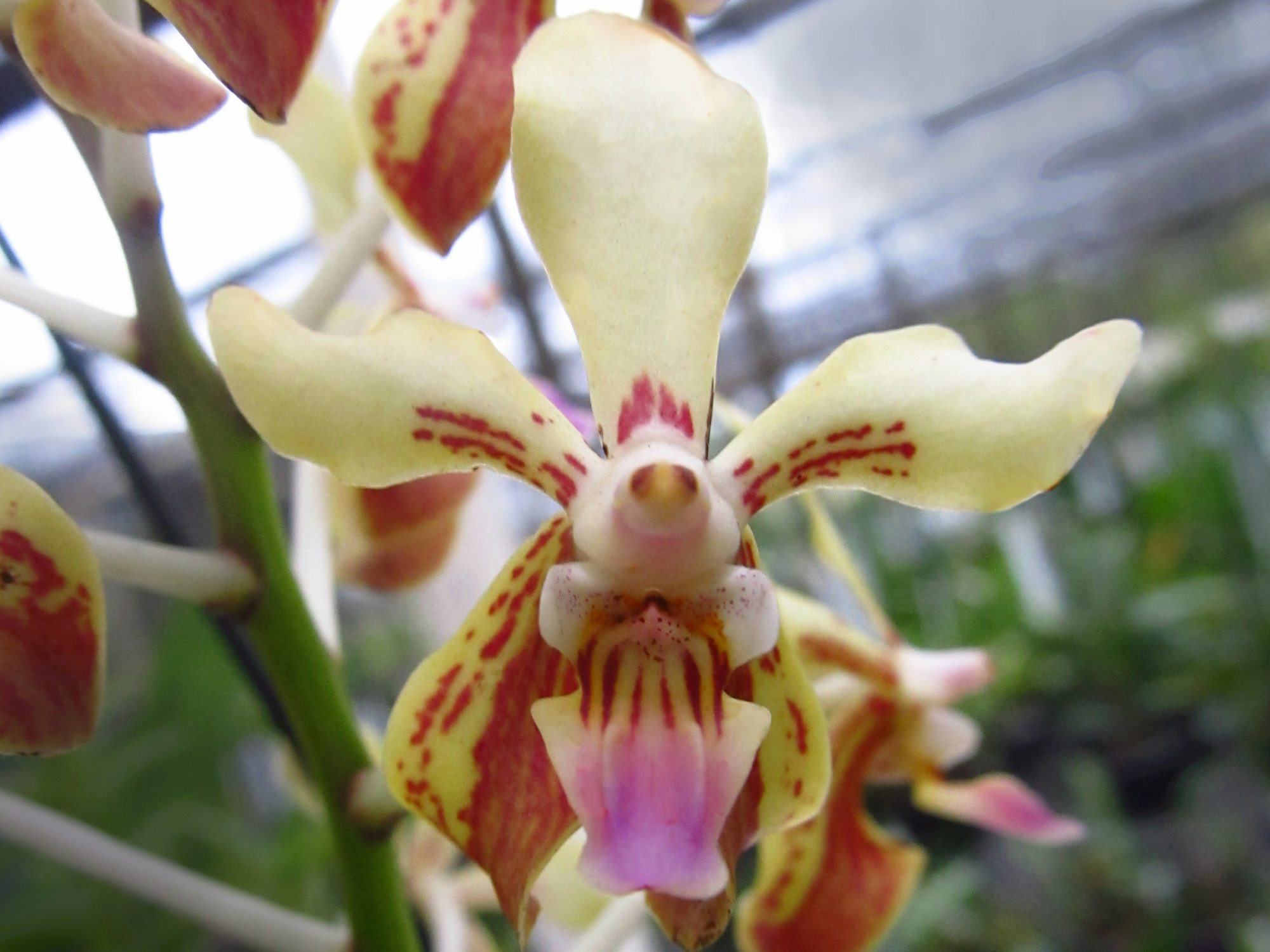
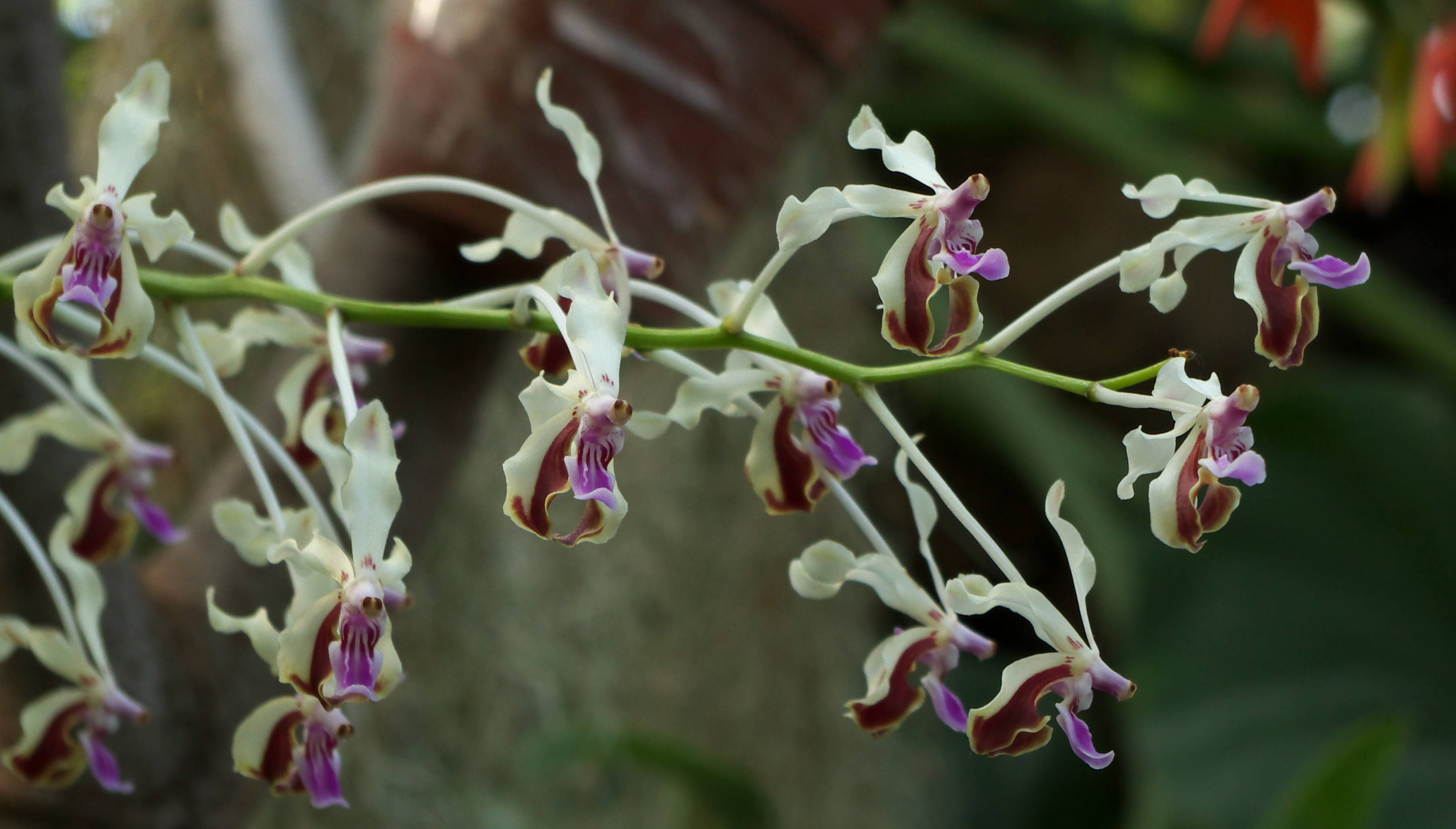